# Mail Order Magic
Mail Order Magic (dt.: „Magische Postbestellung“) ist das zweite Soloalbum Roger Chapmans. Es erschien 1980 zunächst in Deutschland und den Niederlanden. Erst Monate später wurde Mail Order Magic in Großbritannien veröffentlicht, obwohl es dort produziert worden war. Wie sein Vorgänger wurde es unter dem Label Line Records veröffentlicht und wird dem Genre des Bluesrock zugerechnet. Das Album wurde nach einer erfolgreichen Tour durch Deutschland, die Niederlande (und einigen Auftritten in England) produziert und nach seiner Veröffentlichung mit einer zweimonatigen Tour durch Deutschland im Jahr 1981 promoted.

## Musikstil
Mail Order Magic kam bei der Kritik und den Fans mit einer Bewertung von viereinhalb Sternen (von fünf möglichen) gut an. Chapman variierte seinen Musikstil nicht so stark wie bei seinem Vorgängeralbum Chappo, sondern blieb musikalisch nahe am klassischen Rock. Viele Musikstücke können dem Blues-Rock zugeordnet werden. Dies ist umso verwunderlicher, weil Anfang der 1980er Jahre die Neue Deutsche Welle ihren Höhepunkt erreichte und der Punk sich über die ganze Welt verbreitete. Es entstanden Punk-Szenen nicht nur in den Ländern West-Europas, Amerikas und Ostasiens, sondern auch in den sozialistischen Staaten des Ostblocks und verdrängten den klassischen Rock.

Das rockig, poppige Eingangsstück Unknown Soldier wird im typischen Chapmanstil mit energischer Stimme, überwiegend schreiend und mit Vibrato gesungen. Es wurde als Single ausgekoppelt. Obwohl der Song sich nicht in den Charts platzieren konnte, blieb er über Jahre ein fester Bestandteil seiner Live-Auftritte. He Was She Was ist ein in Midtempo gehaltener Bluesrock-Song. Barman als dritter Titel des Albums ist eine Ballade die Chapman mit hoher Dynamik fast erzählerisch vorträgt. Right To Go ist wieder ein in Midtempo und mit einfachen Riffs arrangierter Bluesrock-Titel. Ducking Down und Making The Same Mistake sind im moderaten Tempo gehaltene Musikstücke. Während Ducking Down auf klassische Rockharmonien, dem Dreiklang aufbaut. Another Little Hurt  ist ein ruhig vorgetragenes Musikstück mit dem Piano als tragendes Instrument. Mail Order Magic und Ground Floor heben sich musikalisch von allen anderen Songs ab. Der Gitarrenstil und Gesang von Mail Order Magic  hat deutlich funkige Einflüsse. Das titelgebende Stück des Albums handelt von Aladins Wunderlampe die das Unmögliche mit Zaubersprüchen und Voodoo-Zauber möglich werden lässt. Das Albumcover greift diese Aussage nochmals bildlich auf. Es zeigt eine im Comic-Stil gehaltene Abbildung Aladins, der eine Frau mit seiner Zauberkraft im wahrsten Sinne des Wortes fesselt und sie so abhängig macht von demjenigen, der diese Wunderlampe besitzt. Der vorletzte Song Higher Ground wird von einem eingängigen Riff getragen und Chapman belegt einmal mehr mit seinem Gesang, warum er den Beinamen ,King of the Shouters' trägt. Inhaltlich setzt sich der Song mit dem immerwährenden gleichen Verhalten der Menschheit auseinander, ob sie sich nun lieben, Krieg führen oder anderweitig Böses tun. Ein Sünder, aus dessen Perspektive das Lied gesungen wird, bekommt eine zweite Chance nach seinem Tod auf die Erde zurückzukehren und gottgefällig zu leben. In seinem früheren Leben hatte er ein unstetes sündiges Leben geführt ("I lived a whole world of sin") durch die zweite Chance von Gott, erreichte er mit dessen Hilfe eine Erlösung auf einer höheren Ebene ("Higher Ground"). 
I'm so glad that he let me try it again
'Cause my last time on earth I lived a whole world of sin
I'm so glad that I know more than I knew then
Gonna keep on tryin'
Till I reach my highest ground...Whew!
Till I reach my highest ground
No one's gonna bring me down
Oh no
Till I reach my highest ground
Don't you let nobody bring you down (they'll sho 'nuff try)
God is gonna show you higher ground

He's the only friend you have around
[Roger Chapman, Higher Ground – 1980]
Der letzte Song Ground Floor ist nicht nur das kürzeste, sondern auch das einzige Musikstück, welches sich dem Sound der achtziger Jahre anpasste. Poli Palmers Synthesizer ist hier das treibende Instrument.

## Entstehungsgeschichte
Die Produktion von Mail Order Magic gestaltete sich als äußert schwierig. Chapman hatte trotz positiver Kritiken zu seiner absolvierten Tour durch England, Probleme in seinem Heimatland Fuß zu fassen. Hinzu kam, dass das englische Label "Human Records Limited", mit welchem er einen Vertrag geschlossen hatte, vor der Insolvenz stand. Ihm wurde eine Deadline gesetzt, um sein Album fertigzustellen. Chapman jedoch versuchte seine Begleitband "The Shortlist" mit weiteren erstklassigen Musikern aufzuwerten und engagierte seinen ehemaligen Family Kollegen und King Crimson Bassist John Wetton, sowie den früheren Jimi Hendrix Schlagzeuger Mitch Mitchell. Jedoch aus Kapitalmangel konnten die Songs nur sessionweise in verschiedenen Studios aufgenommen werden. Schließlich wurden Paul Smykle und Terry Barham verpflichtet das Album fertig zu produzieren und abzumischen. Beide sammelten Erfahrungen als Produzenten, Covergestalter und Toningenieure u. a. mit David Bowie, Ultravox und vor allem mit Bob Marley. Unter Berücksichtigung dieser Umstände, kann das Resultat nur als fantastisch bewertet werden, so der Musikkritiker Patrick Little. Dieses Album sei das Überzeugendste und Kraftvollste seiner Karriere.

## Titelliste
1. Unknown Soldier (Can't Get To Heaven) (Chapman) – 3:44
2. He Was She Was (Whitehorn/Chapman) – 4:48
3. Barman  (Palmer/Chapman) – 5:24
4. Right To Go (Chapman) – 4:05
5. Ducking Down (Whitehorn/Chapman) – 3:53
6. Making The Same Mistake (Whitehorn/Chapman) – 4:58
7. Another Little Hurt (Chapman/Hinkley) – 3:53
8. Mail Order Magic (Chapman) – 4:26
9. Higher Ground (Palmer/Chapman) – 4:15
10. Ground Floor (Palmer/Chapman) – 1:56